# Acineta superba
Acineta superba là một loài lan và là loài điển hình của chi Acineta.

## Hình ảnh

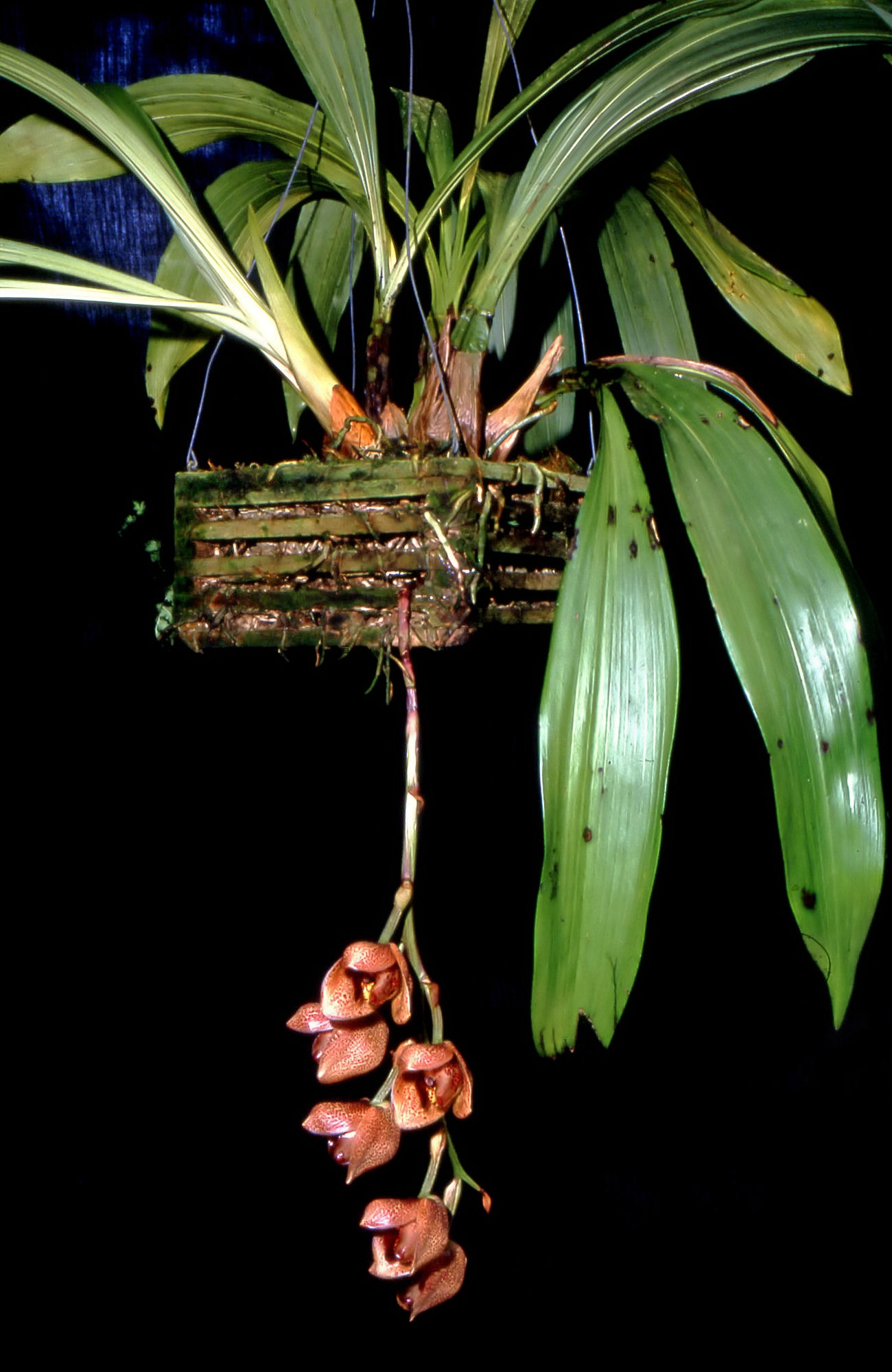
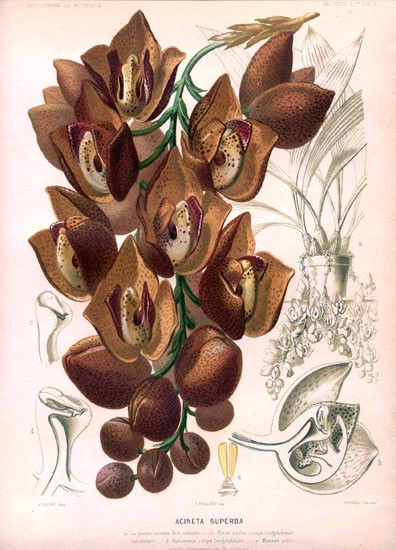
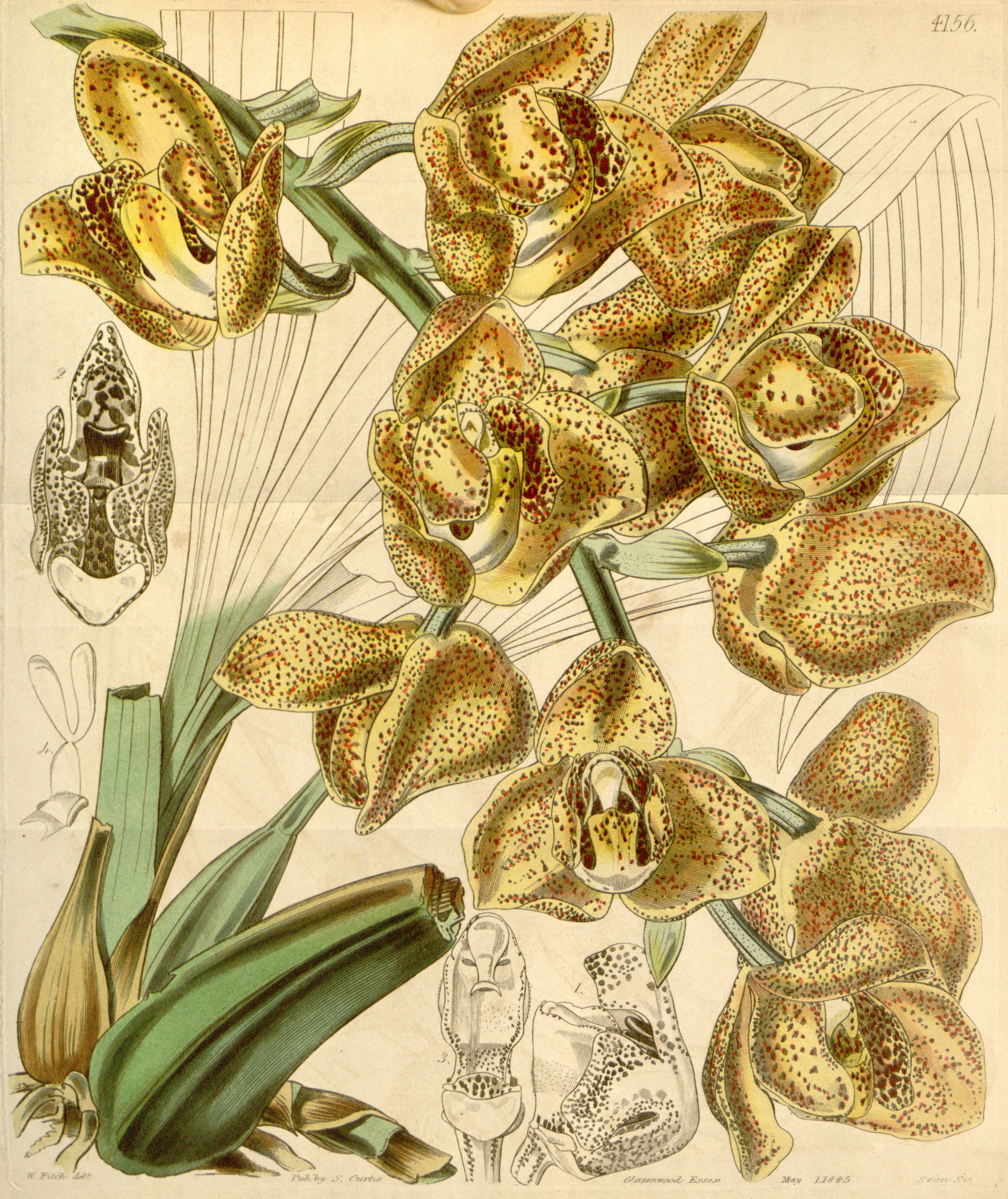
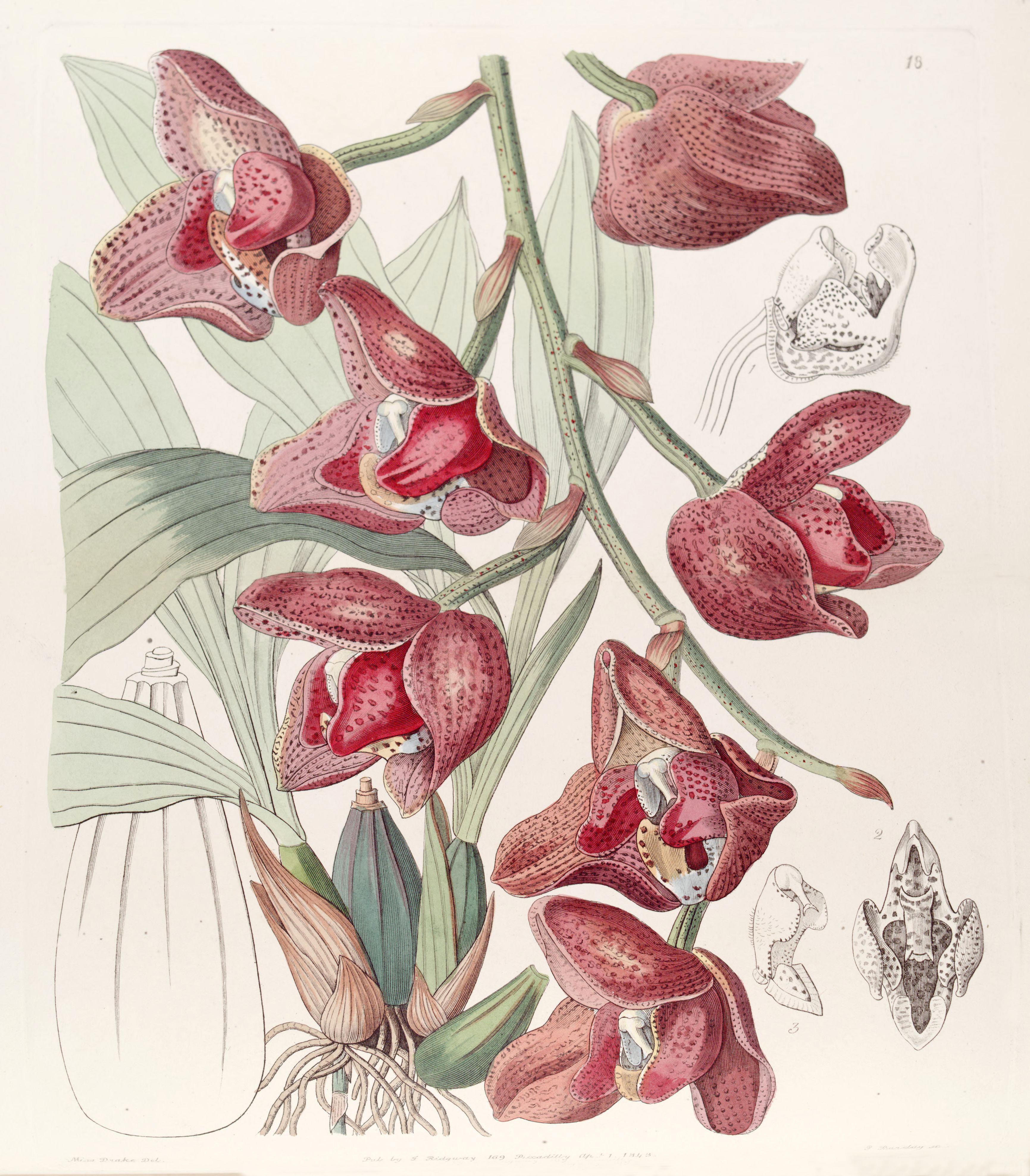